# سیارک ۴۷۰۶
سیارک ۴۷۰۶ (به انگلیسی: 4706 Dennisreuter، نامگذاری:1988DR) چهار هزار و هفتصد و ششمین سیارک کشف شده‌است که در ۱۶ فوریه ۱۹۸۸ کشف شد.